# Luidia magnifica
Luidia magnifica är en sjöstjärneart som beskrevs av Fisher 1906. Luidia magnifica ingår i släktet Luidia och familjen sprödsjöstjärnor. Inga underarter finns listade i Catalogue of Life.

## Bildgalleri

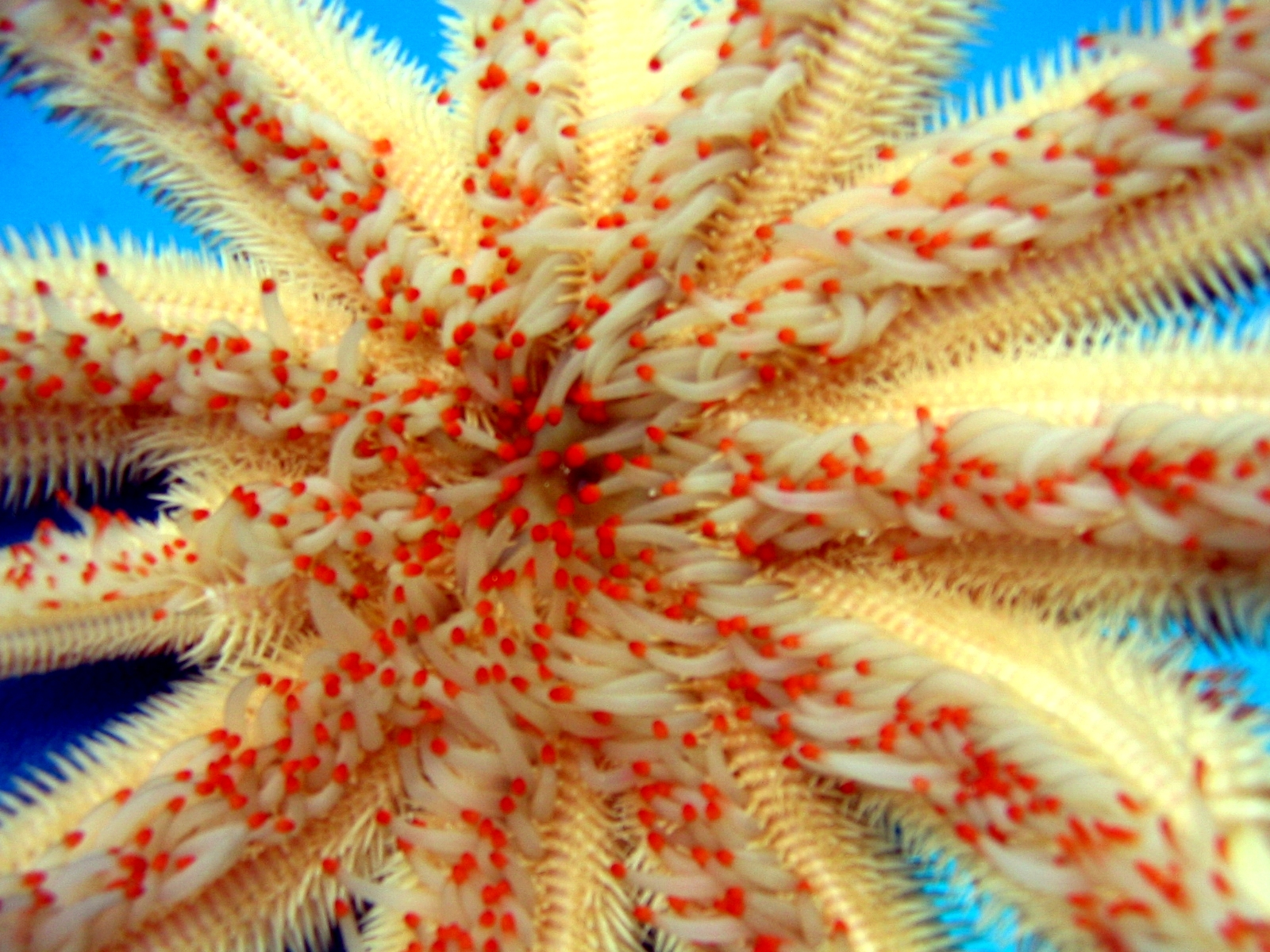